# Аль-Аглі (Манама)
Спортивний клуб «Аль-Аглі» або просто «Аль-Аглі» (араб. النادي الأهلي البحريني) — професійний бахрейнський футбольний клуб з міста Манама.

## Досягнення
- Чемпіонат Бахрейну з футболу
  -  Чемпіон (5): 1969, 1972, 1977, 1996, 2010

- Другий дивізіон чемпіонату Бахрейну
  -  Чемпіон (1): 2015

- Кубок Короля Бахрейну
  -  Володар (9): 1960, 1968, 1977, 1982, 1987, 1991, 2001, 2003, 2024

- Кубок Футбольної Асоціації Бахрейну
  -  Володар (2): 2007, 2016